# Лёкшма
Лёкшма (в верхнем течении — Челма) — река в Каргопольском районе Архангельской области России. Принадлежит бассейну реки Онега.
Длина Лёкшмы — 73 км, площадь водосбора — 1070 км². Берёт начало из озера Лёкшмозеро. Впадает в озеро Лача.
Крупнейшие притоки: Сиянга, Воя, Пежма.
У подножия террасы реки находится мезолитическая стоянка культуры Веретье Лёкшма 4.